# Cabrera de Mar
Cabrera de Mar – gmina w Hiszpanii, w prowincji Barcelona, w Katalonii, o powierzchni 9,02 km². W 2011 roku gmina liczyła 4532 mieszkańców.